# دانيل آرون
دانيال آرون (بالإنجليزية: Daniel Aaron) (من مواليد 4 أغسطس 1912 - والمُتوفى في 30 أبريل 2016) هو كاتب أمريكي وأكاديمي ساعد في تأسيس مكتبة أمريكا.

## تعليمه
وُلد دانيال باروخ هارون في عام 1912. وحصل على شهادة البكالوريوس من جامعة ميتشيغان، ثم ذهب بعد ذلك للدراسات العليا في جامعة هارفارد. وفي عام 1937، أصبح أول من تخرج بدرجة الدكتوراة في «الحضارة الأمريكية» من جامعة هارفارد.

## حياته المهنية

### الكتابة
نشر هارون أول ورقة علمية في عام 1935، «ميلفيل والمرسلين». وكتب دراسات حول النهضة الأمريكية، والحرب الأهلية، والتقدمية الأميركية. أحدث أعماله هي سيرته الذاتية، الأمريكاني (2007). كما حرر أيضًا يوميات الشاعر الأمريكي آرثر كرو إنمان (1895-1963): حوالي 17 مليون كلمة من 1919 إلى 1963. وقد كتب عددًا من المقالات لمجلة نيويورك ريفيو أوف بوكس.

### التدريس
درس دانيال في كلية سميث لمدة ثلاثة عقود، كما درس في جامعة هارفارد في الفترة ما بين عام 1971 وعام 1983. ولا يزال أستاذًا فخريًا للغة الإنجليزية والأدب الأمريكي في جامعة هارفارد. ابنه هو جوناثان آرون الشاعر البارع الحاصل على درجة الدكتوراه من جامعة ييل، ويُدرّس أيضًا طرق الكتابة الأدبية في كلية إيمرسون في مدينة بوسطن بولاية ماساتشوستس.

### النشر
في عام 1979، قال أنه ساعد في تأسيس مكتبة الأمريكية، حيث شغل منصب الرئيس لعام 1985، وعضو مجلس إدارة وبقي عضو مجلس إدارة فخري.

## شهرته
انتُخب دانيال زميلاً بالأكاديمية الأمريكية للفنون والعلوم في عام 1973 وعضوًا في الأكاديمية الأمريكية للفنون والآداب عام 1977.
وفي عام 2010، حاز على الميدالية الوطنية في العلوم الإنسانية، وكُتب عليها:
دانيال آرون: عالم الأدب لمساهماته في الأدب والثقافة الأمريكية. بصفته الرئيس المؤسس لمكتبة أمريكا، ساعد في الحفاظ على تراث أمتنا من خلال نشر أهم كتابات أمريكا في الإصدارات الموثوقة.

## أعماله المُختارة

### الكتابة
- كتاب الخردة (ضغط ويفر 2014)
- الأمريكي (2007). [20]
- ملاحظات أمريكية: مقالات مختارة (1994).[21]
- سينسيناتي، جوهرة الشرق: 1819-1838 (1992)[21]
- الحرب غير المكتوبة، الكُتّاب الأمريكيون والحرب الأهلية (1973)[21]
- أمريكا في الأزمة: أربعة عشر حلقة حاسمة في التاريخ الأمريكي (1971)[21]
- كتاب على اليسار: حلقات في الشيوعية الأدبية الأمريكية (1961، 1974[22] و1992[21])
- رجال الأمل الصالح (1951)[8]

## روابط خارجية
- University of Michigan Press نسخة محفوظة 28 أكتوبر 2011 على موقع واي باك مشين.
- NEH National Medals
- "What We Learned from Grandpa's FBI File," Note to Self, 31 May 2017 (radio show episode about Aaron's FBI file, including audio recording of interview with Aaron).